# Mönchsbergaufzug

Ermäßigte Rückfahrkarte zu drei Schilling, ausgegeben von den Salzburger Stadtwerken

Der Mönchsbergaufzug, vom Betreiber MönchsbergAufzug geschrieben, vereinzelt auch Mönchsberglift genannt, ist eine öffentliche Aufzugsanlage in Salzburg. Sie verbindet die Altstadt links der Salzach mit dem Plateau des namensgebenden Mönchsbergs und wird als Personennahverkehrsmittel betrieben, ist jedoch nicht in den Salzburger Verkehrsverbund integriert. Es gilt somit ein spezieller Haustarif, 2025 kostete eine Berg- oder Talfahrt 3,20 Euro, Fahrkarten sind nur vor Ort erhältlich. Der untere Zugang zum Aufzug befindet sich in der Gstättengasse 13 auf Höhe des Anton-Neumayr-Platzes, wo Anschluss an den Oberleitungsbus Salzburg besteht, der obere gegenüber dem Museum der Moderne. Die Fahrt dauert 30 Sekunden, hierbei wird ein Höhenunterschied von 60 Metern überwunden. Der Aufzug ist täglich von 8:00 Uhr bis 21:00 Uhr in Betrieb, nur Montags schließt er schon zwei Stunden früher. 

## Geschichte
Der erste Aufzug auf den Mönchsberg wurde am 9. August 1890 vom Privatbankier Karl Leitner als freistehende Eisenkonstruktion außen an der Felswand des Salzburger Hausbergs erbaut und von Beginn an elektrisch betrieben. Seine Kabine hatte acht Sitz- und vier Stehplätze, dieser sogenannte Panoramaaufzug war bis zum 28. Juni 1948 in Betrieb. Im Zuge des Umbaus des Restaurants Elektrischer Aufzug, das einst ebenfalls von Karl Leitner geführt wurde, zum Grand Café Winkler ging am 29. Juni 1948 ersatzweise eine neue Aufzugsanlage im Berginneren in Betrieb. Sie bestand aus drei Liftkabinen für je acht Fahrgäste. Wegen der ständig wachsenden Besucherzahlen in Folge des, 1977 im Grand Café Winkler eröffneten, Spielcasinos wurde die Aufzugsanlage 1987 erneut modernisiert. 2003 gingen die drei Lifte nach der Sanierung von Berg- und Talstation wieder in Betrieb, sie können 17 Fahrgäste je Kabine befördern. 
Seit 2019 ist die Tochtergesellschaft Salzburg AG Tourismus für den Mönchsbergaufzug zuständig, frühere Betreiber waren die Muttergesellschaft Salzburg AG (2000 bis 2019) und die Salzburger Stadtwerke (1950 bis 2000).  

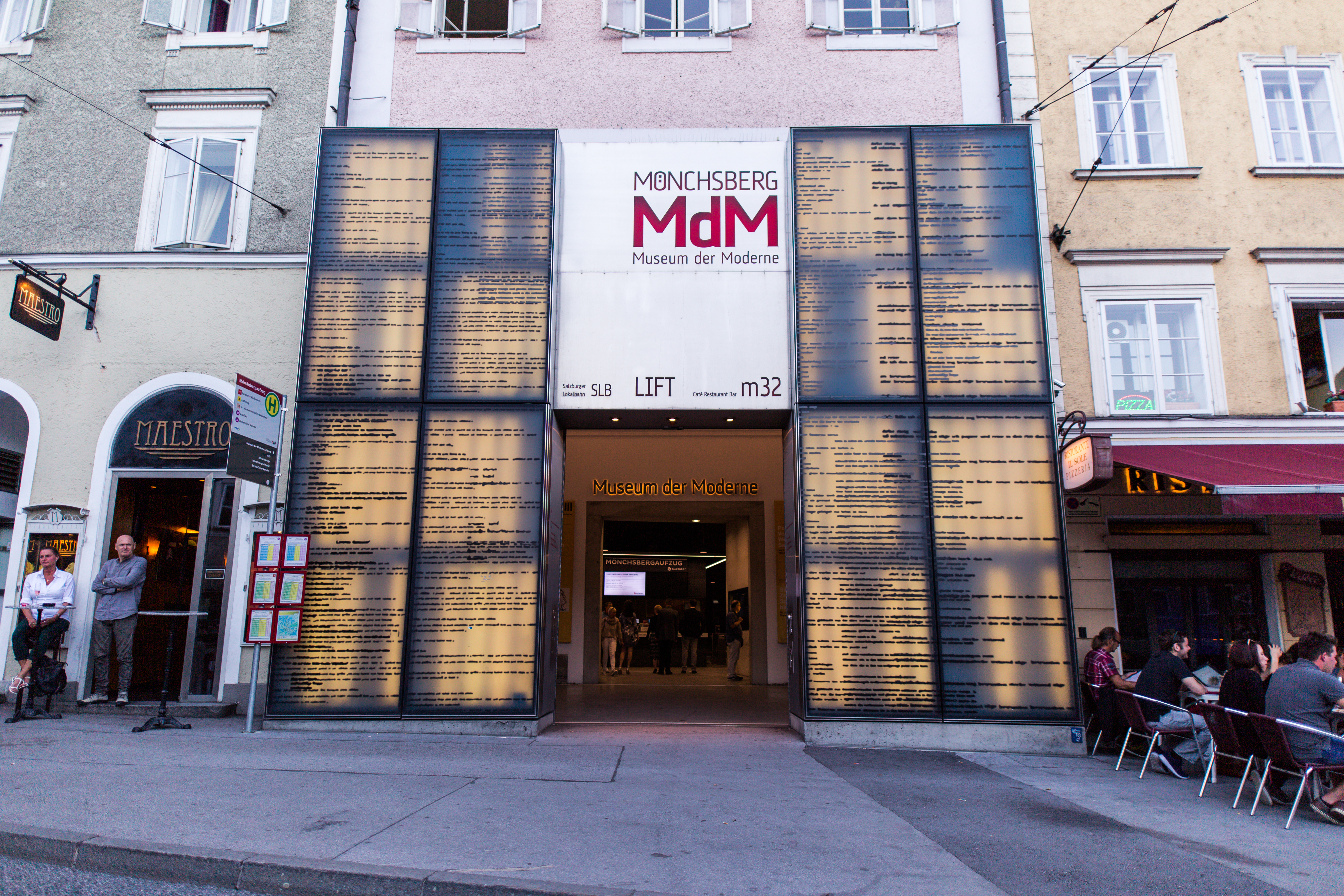
Zugang aus der Altstadt
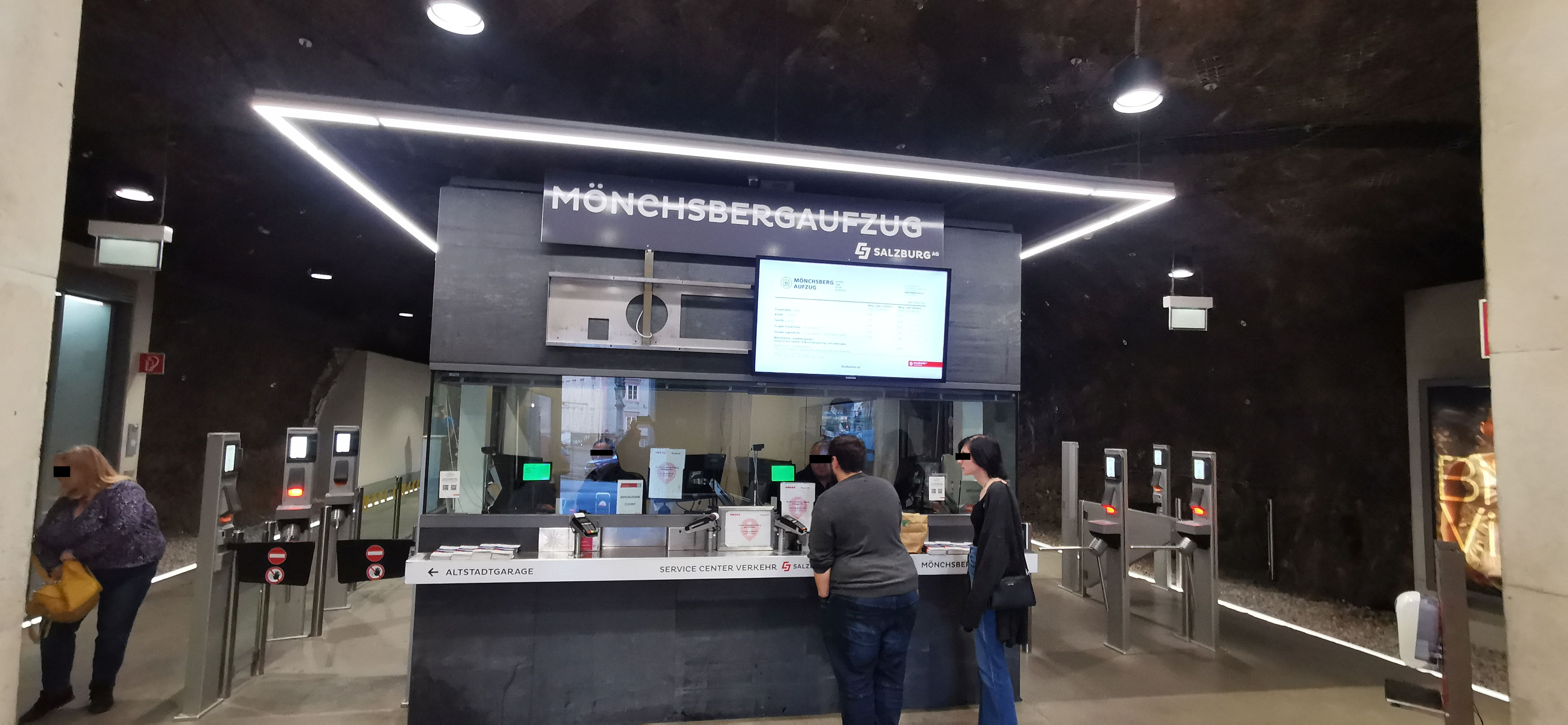
Kassa